# Manoir de Toulgoat (Saint-Yvi)
Pour les articles homonymes, voir Manoir de Toulgoat et Toulgoët.
 (juillet 2020).
Le manoir fortifié de Toulgoat (Maner Toulgouët) est un manoir situé à Saint-Yvi, dans le Finistère, en France. Il a été bâti au milieu du XVIe siècle par la famille Salou de Toulgoat, de vieille noblesse d'armes, sur leurs terres nobles formant une seigneurie de moyenne et basse justice dès le XVe siècle, la famille Salou portait les armoiries « d'argent à trois hures de sanglier arrachées de sable » ; celles-ci sont encore visibles, sculptées sur le porche.

## Histoire
Autrefois désigné au XVIIIe siècle comme château, le logis comportait une aile ouest aujourd'hui disparue, une chapelle dont seul le soubassement subsiste, un pigeonnier (disparu), des dépendances, une métairie et un moulin assez proche.
L'état descriptif de la seigneurie de Toulgouêt qui a été rédigé entre les années 1765 et 1768, nous fait voir en quoi consistent les diverses parties du domaine. C'est d'abord l'ancien château de Toulgouêt, où l'on accède par de longues avenues, et dans la cour duquel on entre par un grand portail vouté en tailles. Au fond de la cour, en face du portail et de la chapelle, est placé le bâtiment principal, d'environ 80 pieds de façade. Sa principale entrée est par une porte cintrée en tailles dans un vestibule large de plus de 5 pieds, à gauche duquel on trouve la cuisine d'environ 19 pieds de longueur sur 14 pieds de largeur. Vis-à-vis de ladite cuisine, de l'autre côté du vestibule est une salle de 21 pieds sur 16, derrière un cellier. Au bout de la salle, un salon, au dessus duquel un grenier en appentis sur le jardin. Par un grand escalier tournant en tailles, on arrive au premier à une grande chambre, située au dessus de la salle et du vestibule, dont elle embrasse toute l'étendue ; puis une autre chambre au dessus de la cuisine, une troisième au dessus du cellier. Au second étage des greniers.
Un autre bâtiment comprend les écuries et les étables. Derrière les édifices, un grand jardin de plus de deux journaux, planté de quelques arbres fruitiers en plein vent ! et cerné de murs pour certains ruinés. En sortant de la cour, on trouve à gauche la métairie, à quelques distance le colombier, puis l'on descend du château par un grand bois de décoration et l'on arrive à l'étang de Toulgouêt... plus loin des pâtures et le moulin.
Ce n'est pas une résidence bien confortable, et le marquis (Rosnyvinen) de Piré et le duc et prince d'Arenberg ; le domaine  est en indivision) ne se soucient nullement de l'habiter. Le château de Toulgouët est affermé depuis le début du XVIIIe siècle.
Le manoir actuellement a conservé un remarquable portail fortifié avec sa tourelle de guet aux arquebusières superposées et sa galerie à mâchicoulis qu'on a découronnée de ses créneaux par ordonnance royale sous Louis XIII. La façade du logis a subi peu de transformation hormis celle décrite, deux imposantes ouvertures en pierres de taille, coiffées de pots à feu , ornementent la toiture. Un important abreuvoir et un puits se trouvent dans la cour, fermée par des dépendances, certaines postérieures.
La salle seigneuriale au rez-de-chaussée comporte une belle et imposante cheminée.
Le manoir de Toulgoat est resté dans la même famille par alliances de circa 1480 à 1840 ; ont succédé aux familles Salou de Toulgoat : 
1. la famille Visdelou, comte de Bienassis (Erquy) ;
2. la famille Engelbert de la Mark-Arenberg Ezzonides marquis comte et baron ;
3. la famille de Ligne, Duc d'Arenberg, Prince de Ligne ;
4. la famille d'Arenberg ;
5. la famille de Rosnyvinen marquis de Piré.

Puis le manoir et ses terres sont vendus vers 1840 par Prosper-Louis d'Arenberg, 7e duc d'Arenberg, prince de Recklinghausen, colonel du régiment de chevau-légers belges d'Arenberg de 1806 à 1811.
Affecté ensuite à une exploitation exclusivement agricole, ses terres vendues petit à petit, le logis fut longtemps délaissé et le domaine morcelé. Il fut conservé par la même famille de 1922 à 2018.
Propriété privée, le propriétaire actuel le restaure.
Le portail d'entrée est inscrit au titre des monuments historiques par arrêté du 10 juin 1932.